# Крестинский, Николай Николаевич (полковник)
Николай Николаевич Крестинский (1870 — не ранее 1935) — полковник Корпуса военных топографов, герой Первой мировой войны.

## Биография
Из дворян.
Окончил 2-й кадетский корпус (1888) и 2-е военное Константиновское училище (1890), откуда выпущен был подпоручиком в 53-й пехотный Волынский полк.
В 1892—1894 годах состоял в прикомандировании к Военно-топографическому отделу Главного штаба. 3 апреля 1894 года вышел в запас армейской пехоты по Приморской области. 9 июня 1895 года определен на службу в 9-й Восточно-Сибирский линейный батальон, в 1900 году переформированный в 15-й Восточно-Сибирский стрелковый полк. Произведен поручики 1 августа 1897 года, в штабс-капитаны — 15 апреля 1901 года.
В 1896 году был прикомандирован к военно-топографическому отделу Приамурского военного округа, а 10 января 1903 года переведен в Корпус военных топографов. Произведен в капитаны 6 декабря 1903 года. Был производителем топографических работ в Приамурском военном округе, составил карту части Ляодунского полуострова. В 1907 году назначен производителем топографических работ в военно-топографическом отделе штаба Туркестанского военного округа. В 1910—1911 годах участвовал в экспедиции для исследования условий колонизации района Амурской железной дороги.
С началом Первой мировой войны был прикомандирован к 190-му пехотному Очаковскому полку. Удостоен ордена Св. Георгия 4-й степени
За то, что 10 ноября 1914 года, предводительствуя обходной колонной в 3 роты в бою у Кисмеречно, смелым натиском опрокинул сильнейшего противника, преследовал его на протяжении двух верст штыковыми ударами, чем способствовал полному поражению вдвое сильнейшего противника.
С 4 июня 1916 года назначен начальником съемочного отделения военно-топографической съемки Юго-Западного пограничного пространства. Произведен в подполковники 10 апреля 1916 года, в полковники — 6 декабря того же года на основании Георгиевского статута. 27 марта 1917 года назначен командиром 1-го инженерного полка.
В 1918 году служил геодезистом в гетманской армии, затем участвовал в Белом движении в составе Добровольческой армии и Вооруженных сил Юга России. С 1 октября 1918 года был назначен начальником картографического отделения части Генерального Штаба Военного и Морского отдела, с 29 января 1919 года — помощником начальника того же отделения.
Дальнейшая судьба неизвестна. Был женат, имел двух дочерей и сына.

## Награды
- Орден Святого Станислава 2-й ст. (1907)
- Орден Святой Анны 2-й ст. (1913)
- Орден Святого Георгия 4-й ст. (ВП 24.04.1915)
- Орден Святого Владимира 4-й ст. с мечами и бантом (ВП 21.05.1915)
- Орден Святой Анны 4-й ст. с надписью «за храбрость» (ВП 20.04.1916)
- старшинство в чине капитана с 6 декабря 1901 года (ВП 23.01.1916)